# Schaffhouse
Pour les articles homonymes, voir Schaffhouse (homonymie) et Schaffhausen (Sarre).
Schaffhouse (en allemand : Schaffhausen) est une ville suisse, chef-lieu du canton de Schaffhouse. Avec 36 600 habitants, il s'agit également de la plus grande commune du canton.

## Géographie

Vue aérienne par Walter Mittelholzer (1919).

La commune de Schaffhouse s'étend sur 41,86 km2. Lors du relevé de 2013-2018, les surfaces d'habitations et d'infrastructures représentaient 25,5 % de sa superficie, les surfaces agricoles 19,5 %, les surfaces boisées 53,5 % et les surfaces improductives 1,6 %. Ses limites sud-est sont longées par l'enclave allemande de Büsingen.
La ville, dominée par l'imposante forteresse de Munot, est étagée sur la rive droite du Rhin. Si la cité ancienne a conservé son passé médiéval et ses maisons aux oriels, Schaffhouse est devenue un important centre industriel.
Au sud-ouest de la ville, mais en-dehors de la ville, se trouvent les chutes du Rhin, une des plus grandes cascades d'Europe.

### Voies de communication et transports

#### Réseau routier
- Ligne ferroviaire CFF Zurich – Schaffhouse, gare frontière avec l'Allemagne.

#### Itinéraires cyclistes

Tracé de l'EV6.

L'EuroVelo 6 (EV6), également connue sous le nom d'« Eurovéloroute des fleuves », est une véloroute de type EuroVelo qui traverse Schaffhouse en reliant Saint-Nazaire à Constanța. C'est la plus célèbre véloroutes européennes, longue de 3 653 km, elle traverse l'Europe d'Ouest en Est, de l'océan Atlantique à la mer Noire en passant par dix pays. Elle suit l'itinéraire de trois des plus grands fleuves européens : la Loire, le Rhin et le Danube.

## Histoire
- Schaffhouse était une ville-État au Moyen Âge. Des documents montrent qu'elle commença à frapper sa monnaie dès 1045. L'abbaye bénédictine de Tous-les-Saints fut fondée en 1049 par le comte Eberhard de Nellenburg qui la dota richement. En 1376 un incendie dévasta une grande partie de la ville. Pendant un temps, elle fut sous la domination des Habsbourg mais regagna son indépendance en 1415 en achetant sa liberté à l'archiduché d'Autriche.

- Elle s'allia avec Zurich en 1457. La guerre de Souabe, en 1499, rapprocha la ville des autres cantons et elle devint un membre complet de la confédération en 1501 en formant le douzième canton.
- En 1529, la Réforme est adoptée par la ville et les couvents sont fermés.

- Le XIXe siècle est celui de l'industrialisation avec l'établissement d'une filature mécanique de coton en 1813, fondée par Johann Jakob Rieter, mais aussi celui des crises économiques et sociales.
- Le premier chemin de fer atteignit la ville en 1857 par l'ouverture de la ligne Winterthour-Schaffhouse.
- En 1867, les chutes sur le Rhin de Schaffhouse sont équipées sous forme de télémécanique, et 570 CV sont transportés sur 650 mètres grâce à l'équipement réalisé par Rieter. Cet équipement a inspiré la Centrale hydraulique de la Jonction de Valserine.
- Le 1er avril 1944 la ville, bien que dans la Suisse neutre, subit par erreur un bombardement par l'aviation américaine qui devait viser l'Allemagne proche[5], faisant une centaine de victimes civiles suisses[6]. Il est possible que ces bombardements aient visé à empêcher le trafic ferroviaire entre l’Allemagne nazie et l’Italie fasciste.
- Le 1er avril 2009, la commune de Schaffhouse absorbe l'ancienne commune de Hemmental.

## Population et société

### Démographie

#### Évolution de la population
Schaffhouse compte 38 666 habitants habitants fin 2023. Sa densité de population atteint 924 hab/km2.
Le graphique suivant résume l'évolution de la population de Schaffhouse entre 1850 et 2008 :

#### Pyramide des âges
En 2023, le taux de personnes de moins de 30 ans s'élève à 30,7 %, au-dessus de la valeur cantonale (30 %). Le taux de personnes de plus de 60 ans est quant à lui de 28,7 %, alors qu'il est de 29,3 % au niveau cantonal.
La même année, la commune compte 18 929 hommes pour 19 737 femmes, soit un taux de 49 % d'hommes, inférieur à celui du canton (49,7 %).
| Hommes | Classe d’âge | Femmes |
| ------ | ------------ | ------ |
| 0,9    | 90 ans ou +  | 1,8    |
| 8,4    | 75 à 89 ans  | 11,5   |
| 16,6   | 60 à 74 ans  | 18,2   |
| 19,6   | 45 à 59 ans  | 19,6   |
| 22,2   | 30 à 44 ans  | 19,9   |
| 18,5   | 15 à 29 ans  | 16,2   |
| 13,9   | - de 14 ans  | 12,8   |

| Hommes | Classe d’âge | Femmes |
| ------ | ------------ | ------ |
| 0,8    | 90 ans ou +  | 1,6    |
| 8,5    | 75 à 89 ans  | 11,0   |
| 17,8   | 60 à 74 ans  | 18,9   |
| 20,6   | 45 à 59 ans  | 20,2   |
| 20,9   | 30 à 44 ans  | 19,8   |
| 16,6   | 15 à 29 ans  | 14,6   |
| 14,9   | - de 14 ans  | 13,9   |

### Sport
- FC Schaffhouse, club de football
- Kadetten Schaffhouse, club de handball
- VC Kanti Schaffhouse, club de volleyball

### Médias
- Radio Munot
- Radio RaSA

### Religion
Minoritaires les catholiques schaffhousois organisaient leurs fêtes religieuses (Fête-Dieu, Assomption, Immaculée Conception) dans le quartier extra muros autour de l'Église catholique. Le cimetière se trouve au sommet de la ville dans un lieu-dit appelé Waldfriedhof.

## Économie
- Georg Fischer, groupe industriel ;
- BB Biotech, biotechnologies ;
- International Watch Co, horlogerie ;
- Cilag, industrie pharmaceutique ;
- Tyco International (siège social) ;
- Furrer-Jacot, orfèvrerie.

## Culture et patrimoine

### Héraldique
| Blason | Blasonnement : D'or à la citadelle crénelée d'argent, mouvant du bord senestre de l'écu sur une terrasse de sinople, de la porte de laquelle surgit un bélier saillant. |

### Monuments
- La partie ancienne de la ville possède de nombreux immeubles pittoresques d'époque Renaissance décorés avec des fresques extérieures et des sculptures et plusieurs fontaines ornées de statues polychromes.
- De nombreuses maisons bourgeoises à pignons du XVIIe siècle ont été conservées, avec des tourelles et des toits fortement pentus couverts de tuiles en forme d'écaille de poissons.
- Bien que la plus grande partie des fortifications ait été abattue, la ville a conservé de nombreux vestiges de son passé médiéval comme plusieurs tours et portes ainsi que la vieille forteresse cantonale, le Munot, un donjon circulaire aux dimensions impressionnantes.
- Le monastère de Tous-les-Saints a été restauré et abrite un musée historique. L'église gothique Saint-Jean date de 1120.

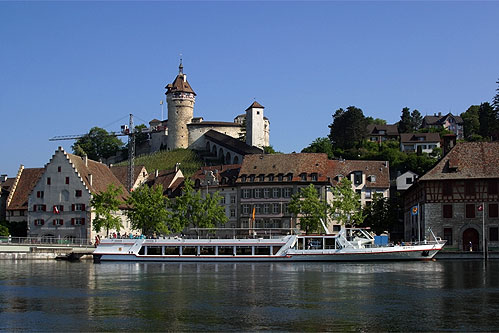
Le Munot avec le Rhin au premier plan.
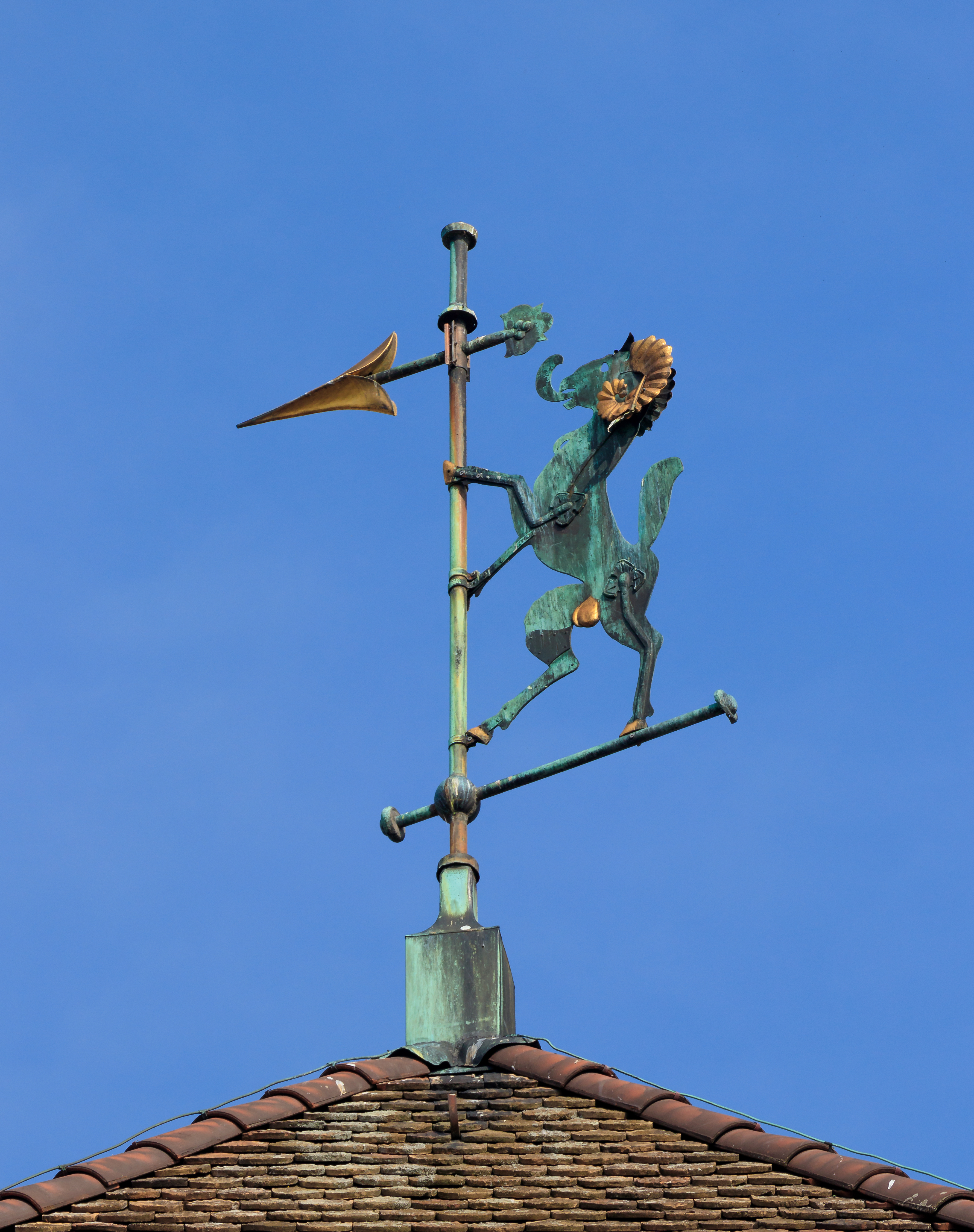
Girouette sur l'ancienne tour Schwabentor, à Schaffhouse, montrant un bouc comme dans les armoiries de la ville.
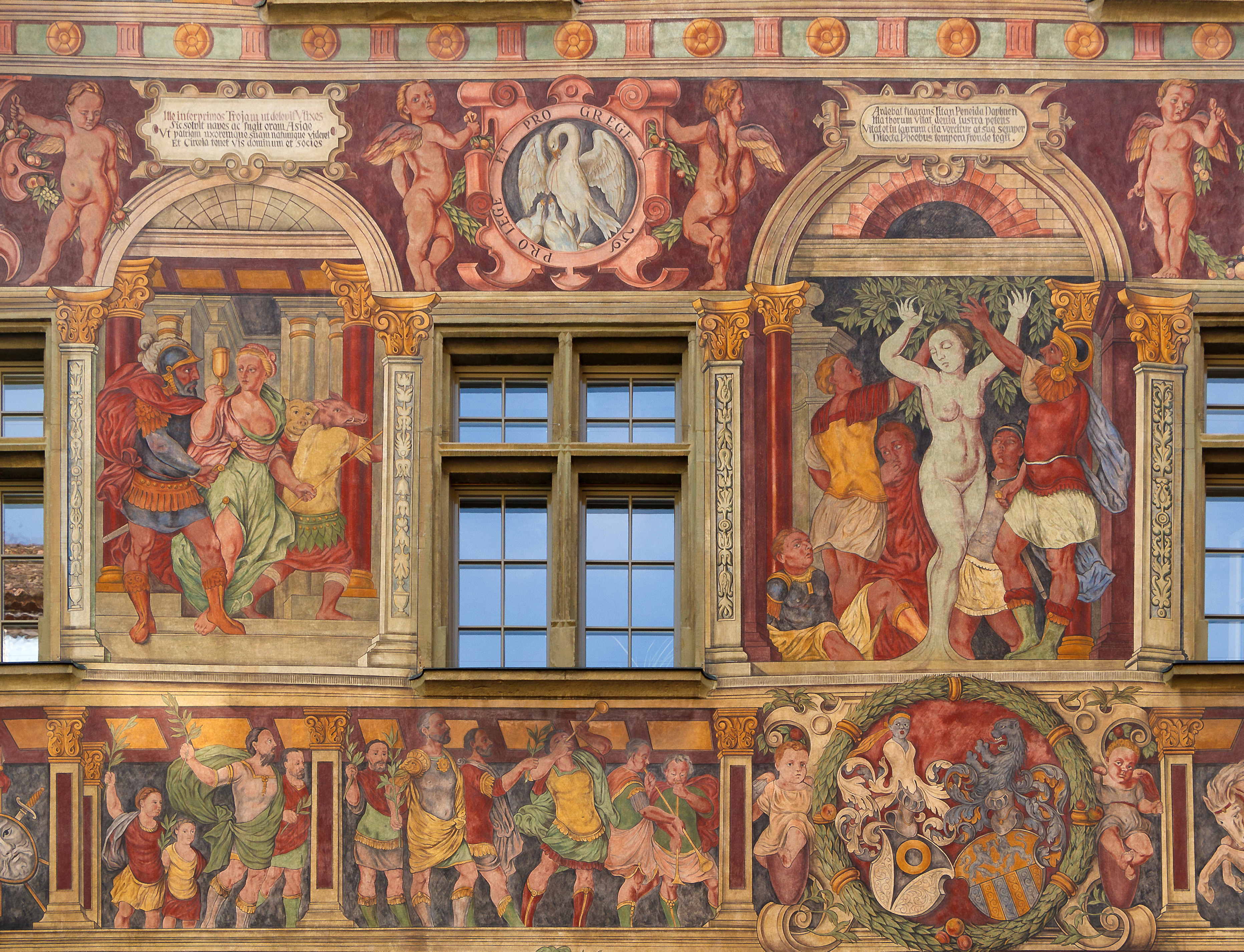
Mur décoré dans Haus zum Ritter à Schaffhouse.

### Environs
- Les chutes du Rhin à Neuhausen am Rheinfall sont accessibles en transports publics depuis le centre-ville de Schaffhouse.

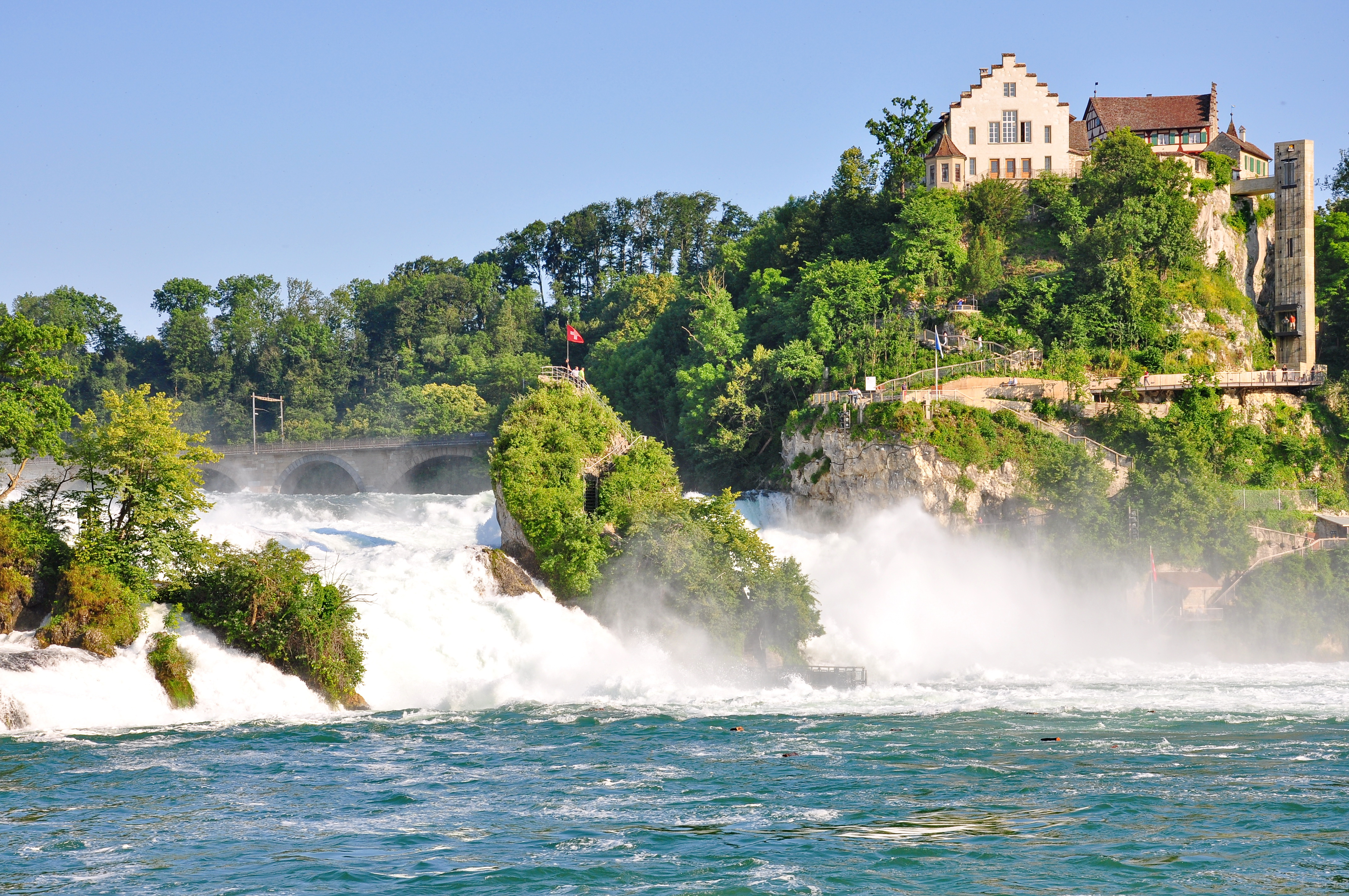
Les chutes du Rhin.
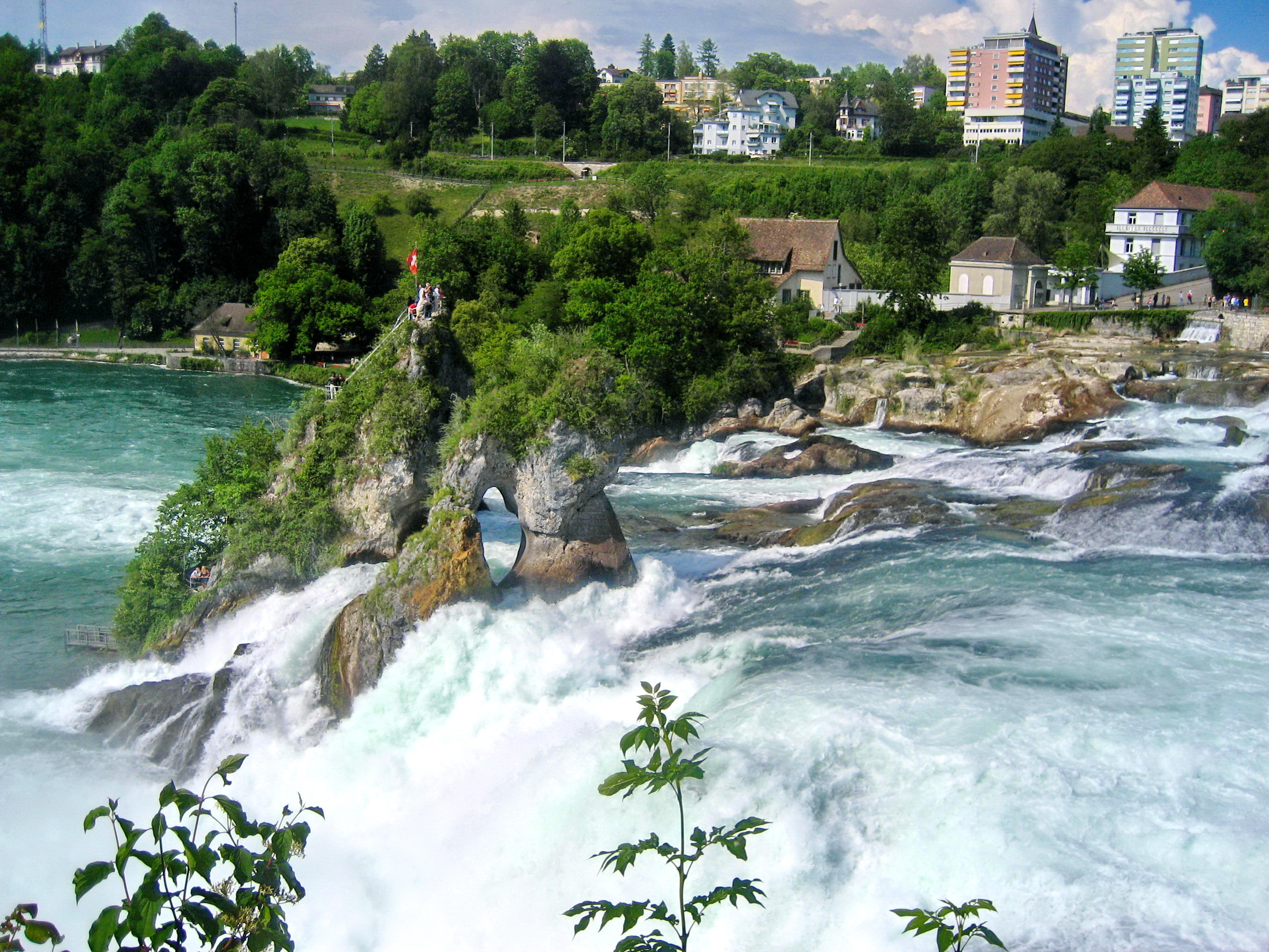
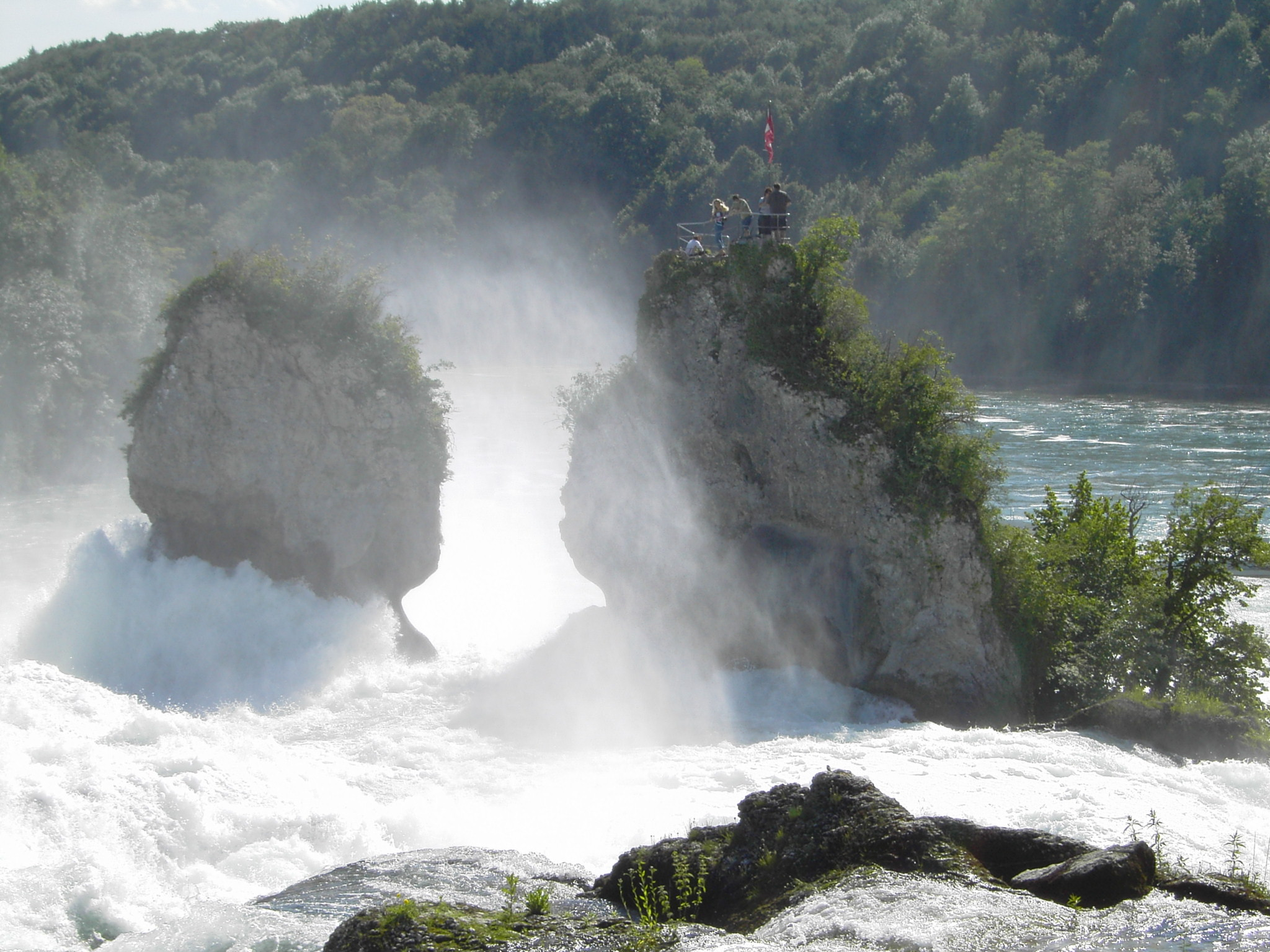

### Eau de Schaffhouse
Le mémorialiste Saint-Simon raconte qu'en 1701, lors de son agonie, le frère de Louis XIV but de l'eau de Schaffhouse : « Un moment après que le Roi fut au lit, arriva un page de Monsieur : il dit au Roi que Monsieur, étoit mieux et venoit de demander à M. le prince de Conti de l'eau de Schaffhouse, qui est excellente pour les apoplexies ».

### Dans la littérature
Victor Hugo l'évoque dans ses lettres fictives de récit de voyage Le Rhin (1842).

### Personnalités
- Johann Amman (1707-1741), naturaliste ;
- Walther Bringolf, homme politique ;
- Roberto Di Matteo, footballeur et entraîneur, né le 29 mai 1970 à Schaffhouse ;
- Ariane Ehrat (1961-), skieuse ;
- Henri Ellenberger, médecin psychiatre, professeur de criminologie et historien de la médecine ;
- Hans-Jürg Fehr, homme politique ;
- Ferdinand Hurter, industriel de la chimie, né à Schaffhouse en 1844 ;
- Christoph Jezler (1734-1791), mathématicien suisse ;
- Anna Rosenwasser (1990-), journaliste, militante LGBT et personnalité politique suisse ;
- Johann Georg Seiller, graveur né et mort à Schaffhouse (1663-1740) ;
- Judith Stamm (1934-2022), femme politique suisse.